# Мирний (Зав'яловський район)
Ми́рний (рос. Мирный) — починок (колишнє селище) в Зав'яловському районі Удмуртії, Росія.
Знаходиться на околиці лісового масиву на північний схід від присілка Крестовоздвиженське, неподалік витоків річки Гурзевайка, лівої притоки річки Ягулки, біля кордону з Якшур-Бодьїнським районом.

## Населення
Населення — 144 особи (2012; 110 в 2010).
Національний склад станом на 2002 рік:
- росіяни — 70 %

## Урбаноніми[3]
- вулиці — Березова, Вербова, Верескова, Вільхова, Горобинова, Кедрова, Кленова, Липова, Соснова, Центральна, Ялинова, Ялицева, Ялівцева